# Leopard 1
Leopard (denumit Leopard 1 la apariția succesorului său) este un tanc principal de luptă proiectat și produs în Germania de Vest. A fost primul tanc german apărut după cel de-al Doilea Război Mondial, fiind livrat trupelor germane din anul 1965. Proiectat într-o perioadă în care blindajul greu era desconsiderat din cauza proiectilelor cumulative, Leopard 1 se baza pe putere de foc și mobilitate în dauna protecției.
În total, până în 1984 au fost construite 4744 de exemplare și 1741 de vehicule derivate (utilitare sau antiaeriene), fără cele 80 de vehicule din preserie și prototipuri. Leopard a reprezentat un succes comercial, fiind folosit de alte 13 țări. După 1990, tancul a fost retras treptat din dotarea unităților din prima linie. Germania a înlocuit complet din dotare tancurile Leopard 1, în uz fiind doar vehicule derivate. Cu toate acestea, Leopard 1 reprezintă încă o opțiune pentru unele țări ca Brazilia, care a comandat recent 250 de tancuri Leopard 1A5 din stocurile Germaniei. Succesorul acestui model este tancul principal de luptă Leopard 2. Armata Română deține 46 de vehicule bazate pe șasiul acestui tanc: 43 de autotunuri antiaeriene Gepard (7 fiind pentru piese) și 3 vehicule Bergepanzer 2 (tractor de evacuare-reparații).